# Apaconjunctdonta
Apaconjunctdonta là một chi bướm đêm thuộc họ Noctuidae.